# 大辮子的誘惑
《大辮子的誘惑》（葡萄牙語：A Trança Feiticeira）是一套1996年的葡屬澳門浪漫劇情片，由蔡元元導演，蔡安安編劇，列卡度·喀力索和寧靜主演。該片改編自澳門土生葡人作家飛歷奇的同名葡萄牙語小說，問世後被稱為第一部眞正的澳門電影，也是澳門首次獲獎的電影。曾於1997年在聖保羅國際影展上放映。

## 故事簡介
影片描述20世紀30年代初發生在澳門的一個跨種族愛情故事。來自一個富裕家庭的葡萄牙靑年阿多森杜愛上梳着大辮子的澳門擔水女阿玲，然而在那個年代，因文化家庭背景的巨大差異致使他們的愛情無法一帆風順，亦得不到旁人的理解。故事通過他們之間的情感糾葛、悲歡離合，到終成眷屬，展示了不同種族、文化、背景及觀念所帶來的矛盾、碰撞、滲透與融合，描繪出澳門東西文化交融的獨特風貌。

## 演員
- 寧靜 飾 阿玲
- 列卡度·喀力索（葡萄牙語：Ricardo Carriço） 飾 阿多森杜
- 曼紐·卡華寇（葡萄牙語：Manuel Cavaco） 飾 阿多森杜之父
- 菲洛蒙娜·貢莎薇絲（葡萄牙語：Filomena Gonçalves） 飾 露格萊西亞
- 喬治·蘇亞雷斯 飾 包德麥諾
- 羅拔圖·坎戴亞士 飾 富羅倫席奧
- 丁一 飾 阿菊婆
- 嚴雪 飾 阿水
- 張麗華 飾 阿姍
- 黃坤玉 飾 大金牙
- 蘇嚴 飾 阿水丈夫
- 梁雪萍 飾 紅牌阿姑

## 獎項
| 年份 | 頒獎典禮                    | 獎項       | 名字         | 結果 | 來源  |
| ---- | --------------------------- | ---------- | ------------ | ---- | ----- |
| 1996 | 第19屆百花獎                | 最佳合拍片 | 大辮子的誘惑 | 獲獎 | [ 2 ] |
| 1996 | 第6屆上海影評人獎           | 最佳女演員 | 寧靜         | 獲獎 | [ 2 ] |
| 1997 | 第4屆北京大學生電影節       | 最佳女演員 | 寧靜         | 獲獎 | [ 4 ] |
| 1997 | 第25屆菲蓋拉-達福什國際影展 | 特別獎     | 大辮子的誘惑 | 獲獎 | [ 4 ] |

## 外部連結
- 互联网电影数据库（IMDb）上《大辮子的誘惑》的资料（英文）